# Discopyge castelloi
Discopyge castelloi är en rockeart som beskrevs av Menni, Rincón och García 2008. Discopyge castelloi ingår i släktet Discopyge och familjen Narcinidae. Inga underarter finns listade i Catalogue of Life.